# پیشرفت نیروهای متفقین از پاریس به راین
پیشرفت نیروهای متفقین از پاریس به راین (انگلیسی: Allied advance from Paris to the Rhine)، یا عملیات راینلند، یکی از سلسله نبردهای جنگ جهانی دوم در اروپای غربی بود. این عملیات دنبالهٔ عملیات اورلرد در جبهه نرماندی و به عنوان آخرین نبردهای جنگ جهانی دوم بود؛ که با پیروزی متفقین همراه شد.

## نگارخانه

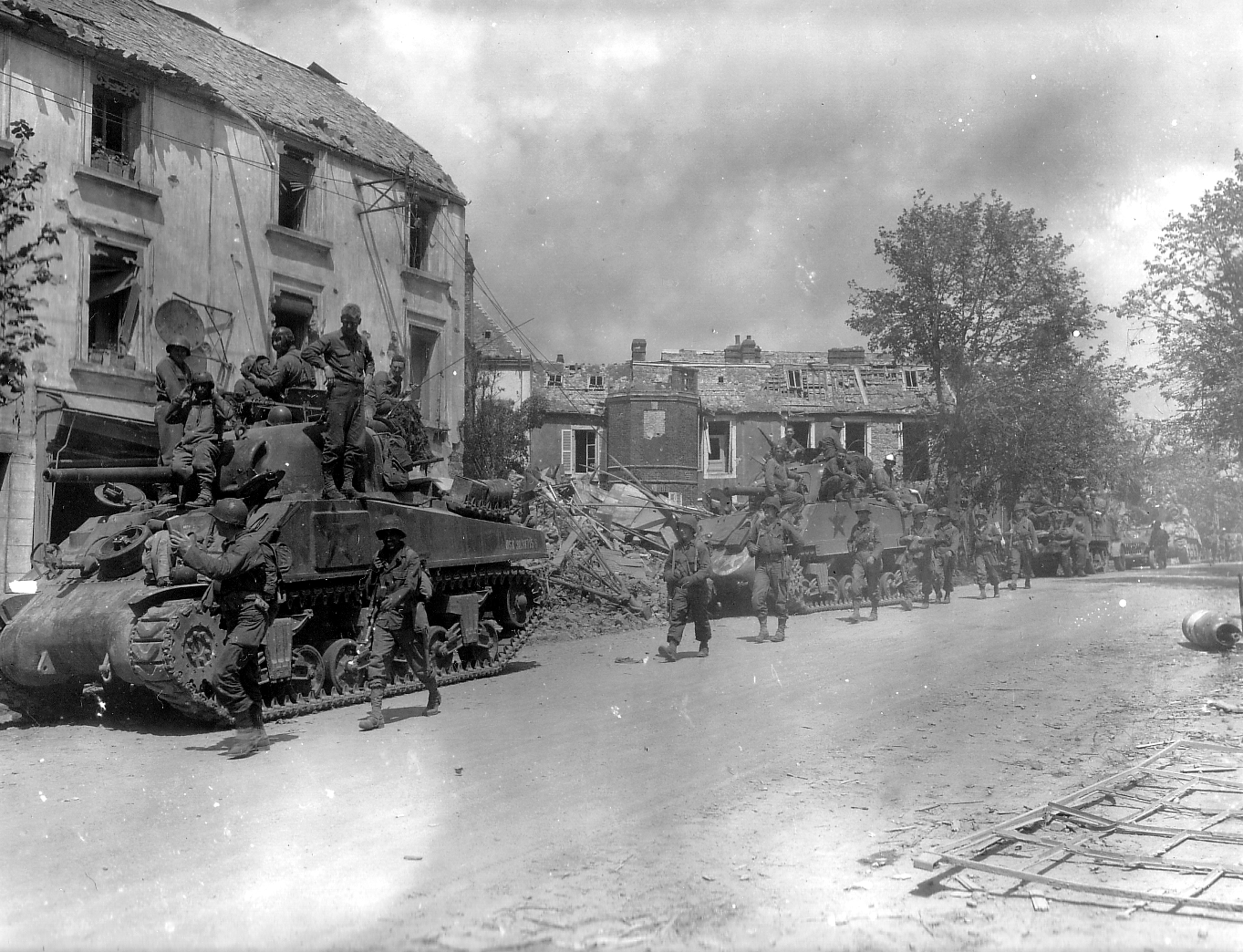
تانک ام۴ شرمن متعلق به پیاده نظام چهارم زرهی ایالات متحده در حال پیشروی
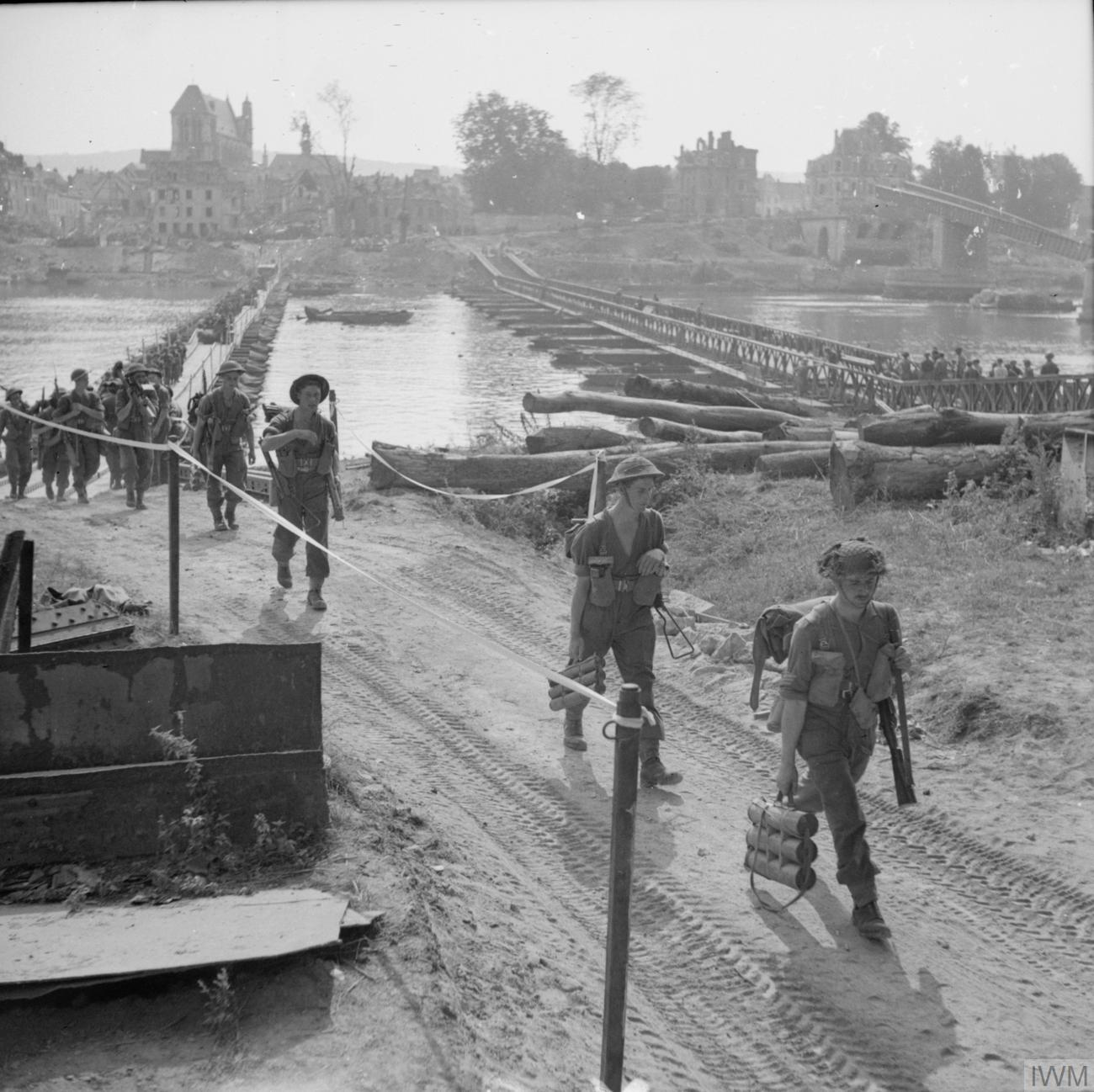
پیاده نظام بریتانیا در حال عبور از رود سن
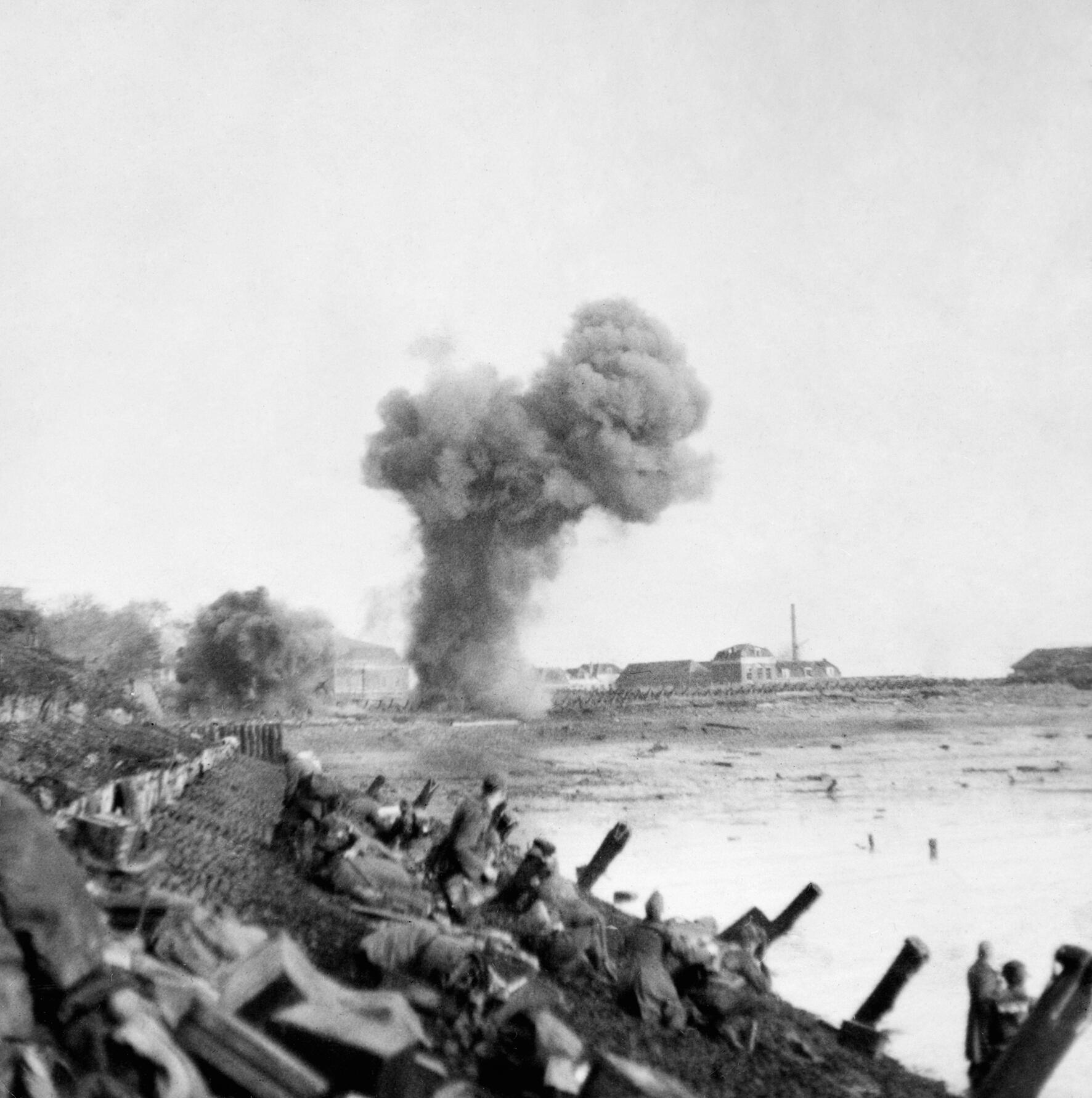
مقابله آلمان‌ها با نیروهای انگلیسی با انفجارات در ولیسینگن
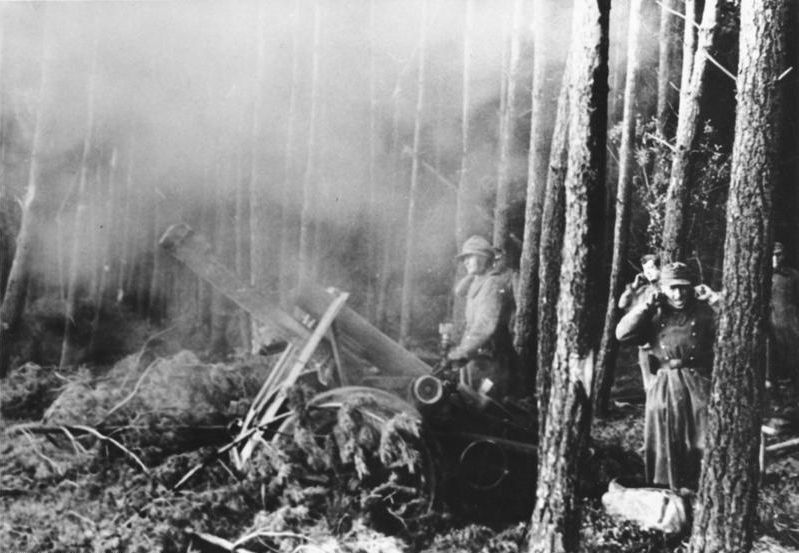
سربازان آلمانی در دفاع از جنگل هورتگن در نوامبر ۱۹۴۴
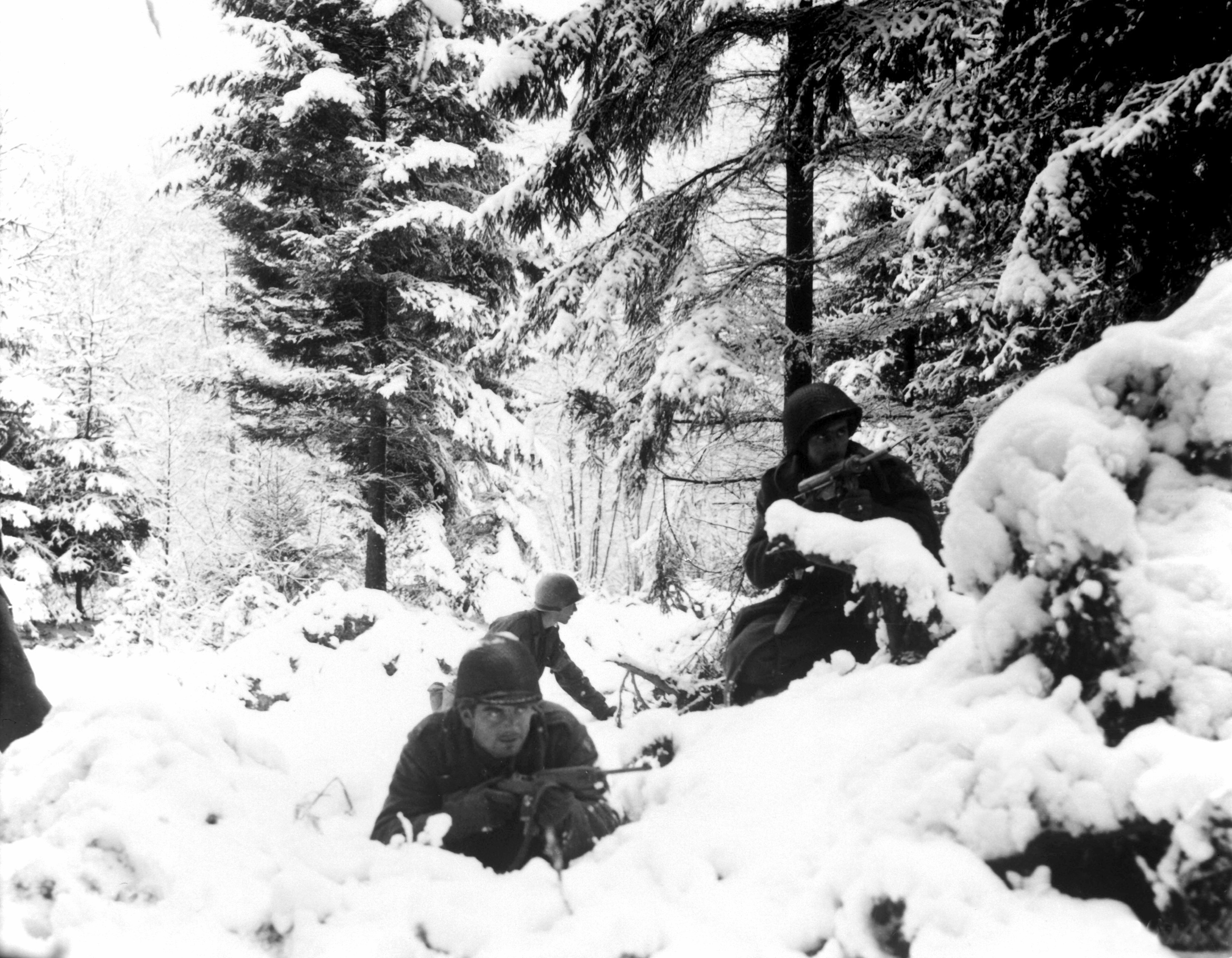
سربازان آمریکایی در حال گرفتن موضع دفاعی در آردنس
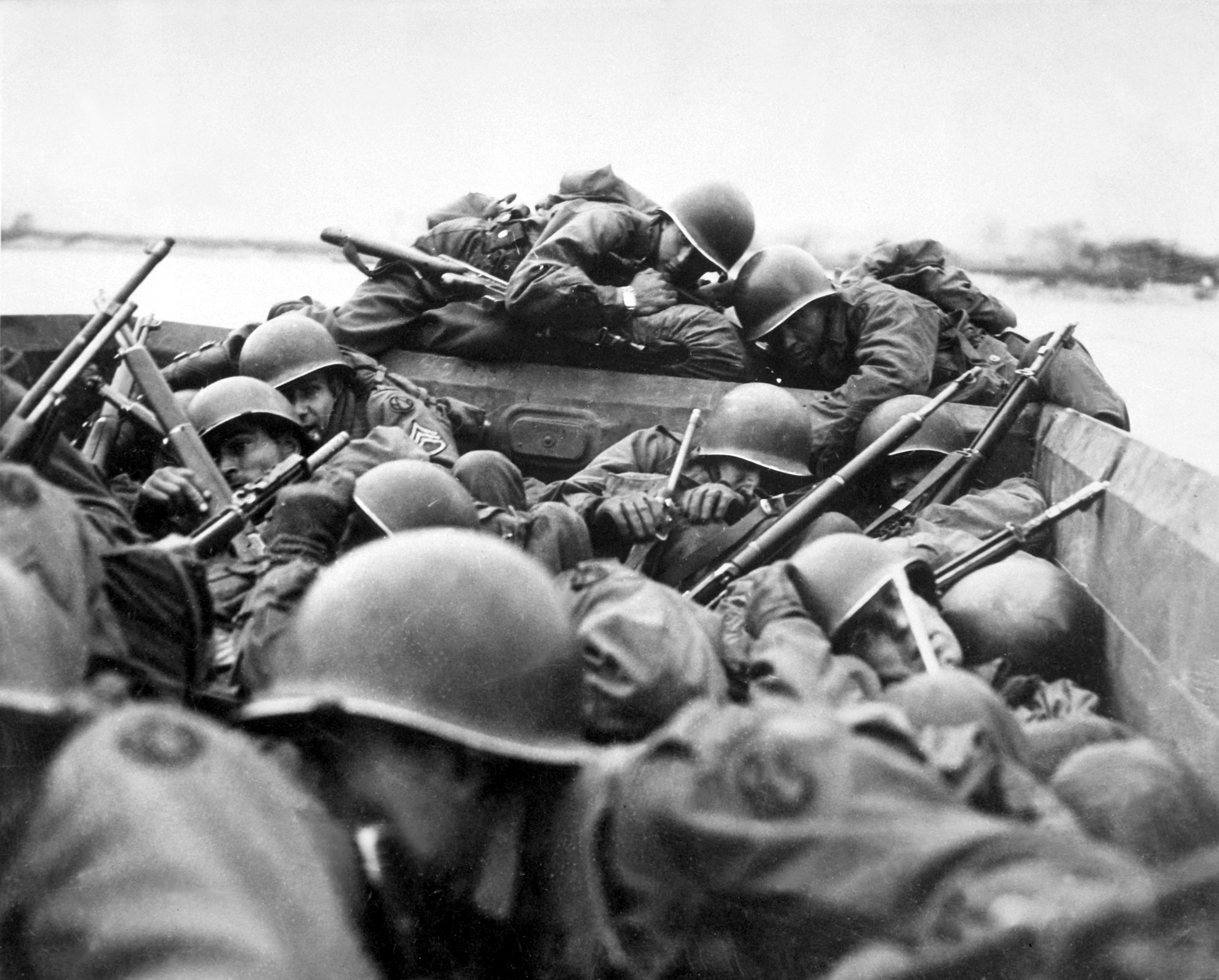
سربازان آمریکایی در حال عبور از رودخانه راین